# Leptocerus atidvaya
Leptocerus atidvaya är en nattsländeart som beskrevs av Schmid 1987. Leptocerus atidvaya ingår i släktet Leptocerus och familjen långhornssländor. Inga underarter finns listade i Catalogue of Life.